# Phalotris
Phalotris is een geslacht van slangen uit de familie toornslangachtigen (Colubridae) en de onderfamilie Dipsadinae.

## Naam en indeling
De wetenschappelijke naam van de groep werd voor het eerst voorgesteld door Edward Drinker Cope in 1862. Er zijn vijftien verschillende soorten, inclusief de pas in 2020 wetenschappelijk beschreven soort Phalotris cerradensis. Veel van deze slangen werden eerder aan het geslacht Elapomorphus toegekend.

## Verspreiding en habitat
Alle soorten komen voor in delen van Zuid-Amerika en leven in de landen Bolivia, Brazilië, Argentinië, Uruguay en Paraguay. De habitat bestaat uit vochtige savannen, vochtige tropische en subtropische laaglandbossen, droge tropische en subtropische bossen, droge savannen, scrublands en graslanden.

## Beschermingsstatus
Door de internationale natuurbeschermingsorganisatie IUCN is aan elf soorten een beschermingsstatus toegewezen. Zeven soorten worden gezien als 'veilig' (Least Concern of LC), een soort als 'onzeker' (Data Deficient of DD) en een soort als 'gevoelig' (Near Threatened of NT). De soorten Phalotris nigrilatus en Phalotris multipunctatus ten slotte worden beschouwd als 'bedreigd' (Endangered of EN).

## Soorten
Het geslacht omvat de volgende soorten, met de auteur en het verspreidingsgebied.
| Naam                     | Auteur                              | Verspreidingsgebied                              |
| ------------------------ | ----------------------------------- | ------------------------------------------------ |
| Phalotris cerradensis    | Silveira, 2020                      | Brazilië                                         |
| Phalotris concolor       | Ferrarezzi, 1993                    | Brazilië                                         |
| Phalotris cuyanus        | Cei, 1984                           | Argentinië                                       |
| Phalotris labiomaculatus | De Lema, 2002                       | Brazilië                                         |
| Phalotris lativittatus   | Ferrarezzi, 1993                    | Brazilië                                         |
| Phalotris lemniscatus    | Duméril, Bibron & Duméril, 1854     | Bolivia, Brazilië, Argentinië, Uruguay, Paraguay |
| Phalotris matogrossensis | Lema, D'Agostini & Cappellari, 2005 | Brazilië, Paraguay                               |
| Phalotris mertensi       | Hoge, 1955                          | Brazilië                                         |
| Phalotris multipunctatus | Puorto & Ferrarezzi, 1993           | Brazilië, Paraguay                               |
| Phalotris nasutus        | Gomes, 1915                         | Brazilië                                         |
| Phalotris nigrilatus     | Ferrarezzi, 1993                    | Paraguay                                         |
| Phalotris normanscotti   | Cabral & Cacciali, 2015             | Paraguay                                         |
| Phalotris reticulatus    | Peters, 1860                        | Brazilië                                         |
| Phalotris sansebastiani  | Jansen & Köhler, 2008               | Bolivia                                          |
| Phalotris tricolor       | Duméril, Bibron & Duméril, 1854     | Brazilië, Bolivia, Paraguay, Argentinië          |